# 科基狄乌斯
科基狄乌斯（英語：Cocidius）凯尔特神话神祇之一。长期盛行于不列颠（今英国）等地区。其形象亦反映于相关之文物中，具有重要地影响与积极意义。